# Stausee von Affoldern
Stausee von Affoldern este o arie protejată (arie specială de conservare — SAC, sit de importanță comunitară — SCI, arie de protecție specială avifaunistică — SPA) din Germania întinsă pe o suprafață de 147,09 ha, integral pe uscat.

## Localizare
Centrul sitului Stausee von Affoldern este situat la coordonatele 51°09′43″N 9°03′58″E / 51.1619°N 9.0661°E.

## Înființare
Situl Stausee von Affoldern a fost declarat arie de protecție specială avifaunistică în martie 1992 pentru a proteja 15 specii de animale. Alte tipuri de protecție:
- sit de importanță comunitară (în aprilie 1999)
- arie specială de conservare (în martie 2008)[1][3][4]

## Biodiversitate
Situată în ecoregiunea continentală, aria protejată conține 1 habitat natural: Păduri de fag Luzulo-Fagetum.
La baza desemnării sitului se află mai multe specii protejate de  păsări (15): fluierar de munte (Actitis hypoleucos), rață lingurar (Anas clypeata), rață mică (Anas crecca crecca), rață fluierătoare (Anas penelope), rață cârâitoare (Anas querquedula), Anas strepera strepera, Ardea cinerea cinerea, rață-cu-cap-castaniu (Aythya ferina), rața moțată (Aythya fuligula), Bucephala clangula, Mergus merganser merganser, vultur pescar (Pandion haliaetus), cormoran mare (Phalacrocorax carbo carbo), Podiceps cristatus cristatus, Tachybaptus ruficollis ruficollis.
Pe lângă speciile protejate, pe teritoriul sitului au mai fost identificate 8 specii de plante.